# 罗讷河畔图尔农区
罗讷河畔图尔农区（法語：Arrondissement de Tournon-sur-Rhône）是法国阿尔代什省所辖的一个区。总面积1736.8平方公里，总人口139128，人口密度80人/平方公里（2018年）。主要城镇为罗讷河畔图尔农。

## 辖区
罗讷河畔图尔农区辖有118个市镇。